# Stockholms Studentkårers Centralorganisation
Stockholms studentkårers centralorganisation (SSCO) är en paraplyorganisation för studentkårerna i Stockholm grundad 1896. SSCO har cirka 40 medlemskårer, som i sin tur representerar cirka 90 000 studenter. Organisationen är stiftare av Stiftelsen Stockholms Studentbostäder, SSSB.
Högsta beslutande organ, kongressen, sammanträder vanligen två gånger per år då delegater från medlemskårerna väljer styrelse och organisationens inriktning. Kongressen väljer också SSSB:s styrelse.
SSCO:s uppdrag är att värna om och utveckla Stockholm som Sveriges ledande utbildningsort, att erbjuda mötesplatser för Stockholms studenter och studentkårer samt att tillhandahålla gemensam service för studenterna i Stockholm.
SSCO ansvarar också för studentinslagen i samband med den årliga Nobelprisutdelningen i Stockholms konserthus och den efterföljande Nobelfesten i Stockholms stadshus. SSCO:s övermarskalksämbete ombesörjer bland annat studenternas nobelfirande.
Under senare år har opinionsbildning blivit en allt viktigare uppgift för SSCO som aktivt arbetar med att påverka politiker och makthavare i bostadsfrågan för studenter. [källa behövs]
De största medlemskårerna är Stockholms universitets studentkår, Tekniska Högskolans studentkår, Medicinska Föreningen i Stockholm, Södertörns högskolas studentkår och Handelshögskolans i Stockholm Studentkår.
SSCO:s kansli ligger på Norra Stationsgatan 99 i Stockholms innerstad. Tidigare har kansliet legat på Sveavägen 110 och i Studentpalatset.

## Presidium

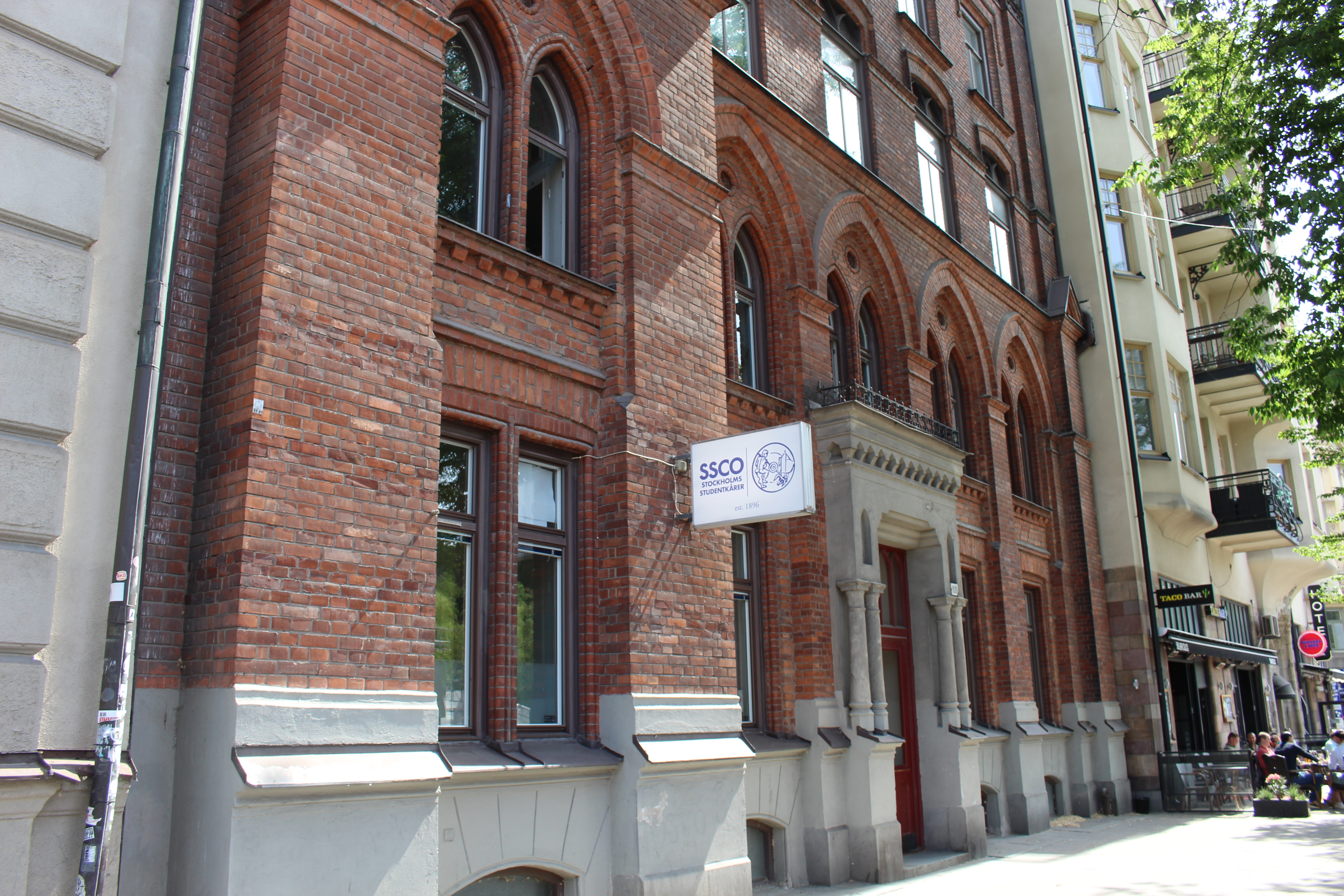
Kansliet på Sveavägen

## Presidium[2]
| Verksamhetsår | Ordförande                     | Vice ordförande               |
| ------------- | ------------------------------ | ----------------------------- |
| 2025/26       | Jessica Liander                | Giancarlo Valverde            |
| 2024/25       | Disa Ahlblom-Berg              | Vlada Borets                  |
| 2023/24       | Viktorija Pešić                | Sofia Lindeberg               |
| 2022/23       | Sofia Holmdahl                 | Martin Hansson                |
| 2021/22       | Sofia Holmdahl                 | Emilia Kaufeldt               |
| 2020/21       | Oskar M Wiik                   | Hugo Thorén/Emila Kaufeldt    |
| 2019/20       | Oskar M Wiik                   | Hugo Thorén                   |
| 2018/19       | Andreas Moilanen               |                               |
| 2017/18       | Johan Blixt                    | Andreas Moilanen              |
| 2016/17       | Veronica Sällemark             | Anton Eriksson/Jonna Hillblom |
| 2015/16       | Anna Wallgren                  | Veronica Sällemark            |
| 2014/15       | Teo Strömdahl Östberg          | Savas Caliskan                |
| 2013/14       | Teo Strömdahl Östberg          | Christian Augustinsson        |
| 2012/13       | Martin Sahlin                  | Emilia Wikström Melin         |
| 2011/12       | Lina Glans                     | Martin Sahlin                 |
| 2010/11       | Oscar Lavelid                  | Lina Glans                    |
| 2009/10       | Nicke Grundberg                | Johanna Schyl                 |
| 2008/09       | Kristian Kull                  | Love Hansson                  |
| 2007/08       | Daniel Carnerud                | Ida Klasén                    |
| 2006/07       | Fredrika Järnehall             | Frej Naimi-Akbar              |
| 2005/06       | Oskar Reimer                   | Sofia Jonsson                 |
| 2004/05       | Clara Brandkvist               | Oskar Reimer                  |
| 2003/04       | Susanne Selerud                | Jens Andersson                |
| 2002/03       | Susanne Selerud                | Jens Andersson                |
| 2001/02       | Jenny Isaksson                 | Fredrik Korsan-Bengtsen       |
| 2000/01       | Per Haraldsson                 | Johanna Nilsson               |
| 1999/00       | Jenny Lindberger               | Per Haraldsson                |
| 1998/99       | Joakim Runnedal                | Cecilia Bolinder              |
| 1997/98       | Joakim Runnedal                | Margareta Rooth               |
| 1996/97       | Joakim Runnedal                | Margareta Rooth               |
| 1996          | Hans Jordan                    |                               |
| 1994-96       | Mattias Oljelund               |                               |
| 1993          | Johan Jakobsson                |                               |
| 1992          | Lars Arell                     |                               |
| 1991          | Johan Thor                     | Daniel Hjärne                 |
| 1990          | Johanna Gadd                   | Daniel Hjärne                 |
| 1990          | Fredrik Sundström              | Peter B Hägglund              |
| 1989          | Thomas Lundh                   | Fredrik Sundström             |
| 1986-88       | Peter Bylund                   | Thomas Lundh                  |
| 1984-86       | Hans Erixon                    |                               |
| 1983          | Jan Johnson                    |                               |
| 1981-82       | Björn Engström                 |                               |
| 1979-80       | Agneta Waldenström             |                               |
| 1977-78       | Karl Axel Waplan               |                               |
| 1975-76       | Lars Wijkman                   |                               |
| 1974          | Jan Martin                     |                               |
| 1973          | Tord Tannenberg                |                               |
| 1972          | Jörgen Fhölenhag               |                               |
| 1970-71       | Nils-Gunnar Wahlgren           |                               |
| 1970          | Arne Johansson                 |                               |
| 1969          | Göte Appelberg                 |                               |
| 1968          | Ulf Dahlsten                   |                               |
| 1967          | Björn Wolrath                  |                               |
| 1966          | Christina Palm                 |                               |
| 1965          | Jan Hyllengren                 |                               |
| 1964          | Perolof Kallings               |                               |
| 1963          | Örjan Drakenberg               |                               |
| 1961-62       | Jan-Olof Carlsson              |                               |
| 1960-61       | Björn I Ohlson                 |                               |
| 1959          | Bo Wijkmark                    |                               |
| 1958          | Sven Törnlund                  |                               |
| 1957          | Ruth Sävhagen                  |                               |
| 1956          | Sture Åkeson                   |                               |
| 1955          | Sven-Åke Göransson             |                               |
| 1954          | Carl-Henrik Wendt              |                               |
| 1953          | Göran Schedin                  |                               |
| 1952          | Bertil Lindberg                |                               |
| 1951          | Bo Aler                        |                               |
| 1950          | Hans Palmgren                  |                               |
| 1949          | Börje Langendorf               |                               |
| 1948          | Bernhard Dahlberg              |                               |
| 1948          | Hans Dahlström                 |                               |
| 1947          | Herbert Jungert                |                               |
| 1946          | Hans Hartelius                 |                               |
| 1945          | Petter Hjälmström              |                               |
| 1944          | Erland Svennilson              |                               |
| 1942-43       | Sigvard Wolontis               |                               |
| 1940-41       | Henning Staaf                  |                               |
| 1938-39       | Ragnar Björin                  |                               |
| 1937          | Allan Hernelius                |                               |
| 1936          | Walo von Greyerz               |                               |
| 1935-36       | Östen Kling                    |                               |
| 1934          | Carl C:son Bonde               |                               |
| 1932-33       | Åke W Bergman                  |                               |
| 1928-31       | Dag Knutsson                   |                               |
| 1927          | Arne Munthe                    |                               |
| 1926          | Håkan Prawitz                  |                               |
| 1924-25       | Oscar Åkerman Sigurd Lindman   |                               |
| 1924          | Gustaf Munthe                  |                               |
| 1923          | Handlingar saknas              |                               |
| 1922          | Erik Norman                    |                               |
| 1920-21       | Bertil Ahrnborg Arvid Hedelius |                               |
| 1919-21       | Ivar Simonson                  |                               |
| 1918          | Percy Quensel                  |                               |
| 1916-17       | Alf Westergren                 |                               |
| 1915          | Lennart Westlinder (sekr)      |                               |
| 1914          | O S Linqvist                   |                               |
| 1908          | E Paul Wretlind                |                               |

### Kända ordförande
- Paul Wretlind (1908)
- Percy Quensel (1918)
- Oscar Åkerman (1924–1925)
- Allan Hernelius (1937)
- Björn Wolrath (1967)
- Ulf Dahlsten (1968)
- Björn Engström (1981–1982)
- Hans Erixon (1984–1986)
- Johan Jakobsson (1993)

## Övermarskalksämbetet
Övermarskalksämbetet är den delen av SSCO som leder den studiesociala verksamheten som organisationen anordnar. Övermarskalksämbetet består av två övermarskalkar. Deras uppgift består bland annat av att koordinera studentdeltagandet på Nobelfesten samt att arrangera Valborgsfestligheterna i Stockholm för studenterna. Övermarskalksämbetet samordnar även Klubbmästarrådet och Valborgspubrundan tillsammans med Valborgsfamiljen.

### Övermarskalkar
| 2025      | Erik Nordlöf          | Katarina Lindmark                  |
| 2023      | Jade Silfverling      | Matilda Varli                      |
| 2022      | Daniel Nordin         |                                    |
| 2021/2022 | Kajsa Nilsson         |                                    |
| 2020/2021 | Henrik Borgenhäll     | Elise Sesemann (vice övermarskalk) |
| 2019/2020 | Elise Sesemann        | Ivar Kvamme                        |
| 2018/2019 | Andrea Montano Montes | Simon Koller                       |
| 2017/2018 | Alice Boneva          | Sara Kristoffersson                |
| 2016/2017 | Sofie Borck Janeheim  | Ann Öhman                          |
| 2015/2016 | Johanna Davis         | Lisa Wohlfart                      |